# هیساشی آپیا تاویا
هیساشی آپیا تاویا (ژاپنی: アピアタウィア 久؛ زادهٔ ۱۸ اکتبر ۱۹۹۸) یک بازیکن فوتبال اهل ژاپن است.
از باشگاه‌هایی که در آن بازی کرده‌است می‌توان به باشگاه فوتبال وگالتا سندای اشاره کرد.